# Дрискилл (отель)
«Дрискилл» (англ. Driskill) — отель, построенный в 1886 году в Остине, штат Техас. Первый отель, появившийся в столице штата и один из самых известных отелей в штате. Построен в неороманском стиле по заказу полковника Джесса Дрискилла, скотовода, потратившего своё состояние на постройку «самого лучшего отеля к югу от Сент-Луиса».
25 ноября 1969 года отель был внесён в Национальный реестр исторических мест США под номером 69000212.
Отель располагается по адресу 604 Brazos Street, Austin, TX, 78701.

## Особенности
Стоимость постройки отеля составила 400 000 долларов. Четырёхэтажное здание заняло практически половину квартала, три арочных входа расположились с южной, восточной и северной сторон. С каждой из сторон расположено по одному известняковому бюсту, Дрискилла и его сыновей, Бада и Тоби. На возведение здания ушло 6 миллионов кирпичей.
Из 60 номеров отеля, в 12-ти угловых номерах были ванные комнаты, практически невиданная в те времена в регионе роскошь.
Отель был выполнен в открытом стиле, чтобы позволить воздуху лучше циркулировать по всему зданию и поддерживать прохладную температуру. Основной архитектурной особенностью была ротонда в центре здания, поднимавшаяся с первого по четвёртый этажи и завершавшаяся прозрачным куполом.
В числе других элементов роскоши были электрическая система звонков, мраморные бюро и умывальники, паровое отопление и газовое освещение. Наличие газовых труб повсюду внутри отеля потребовало от архитекторов уделить особое внимание пожарной безопасности. В целях её обеспечения толщина стен между номерами составляла 18 дюймов (45 сантиметров), а перекрытия между этажами содержали два железных слоя. Паровые котлы, кухня и прачечная располагались в задней, северной части здания чтобы уберечь отель от неприятных запахов.
В здании имелся специальный дамский вход, позволявший женщинам пройти в свои номера в обход лобби, чтобы избежать грубых реплик скотоводов

## История
Джесс Дрискилл, успешный скотовод, переехал в Техас из Миссури в 1849 году. Заработав денег на поставках мяса армии Конфедерации во время Гражданской войны, он решил разнообразить свой бизнес за счёт строительства величественного отеля в своём новом домашнем городе, Остине. В 1884 году предприниматель купил землю на углу Шестой улицы и улицы Бразос за 7500 долларов и объявил о своих планах публично. Планирование и строительство осуществляла нанятая Дрискиллом фирма Jasper N. Preston & Son.
Торжественное открытие отеля произошло 20 декабря 1886 года и освещалось в специальном выпуске издания «Austin American-Statesman». 1 января 1887 года в отеле прошёл инаугурационный бал губернатора Сала Росса, ставший впоследствии традиционным для техасских губернаторов.
К сожалению для Дрискилла, в городе было мало клиентуры, которая могла бы соответствовать великолепию его четырёхзвёздочного отеля. В то время, когда другие гостиницы в городе брали от 50 центов до доллара за ночь, стоимость проживания в «Дрискилле», включая питание, составляла от двух с половиной до пяти долларов. Это было непомерной суммой для города, всё ещё носившего все признаки Дикого Запада. После потери гигантского состояния при перегоне крупного рогатого скота, Дрискилл вынужден был закрыть свой отель в мае 1887 года, менее чем через год после его основания, когда половину сотрудников переманил новый отель в Галвестоне.
Согласно легенде, Дрискилл проиграл отель в покер в 1888 году своему шурину Джиму «Доку» Дэю, ставшему вторым владельцем в истории гостиницы. Дрискилл умер от сердечного приступа в 1890 году.
Отель сменил несколько владельцев в течение XX века, пройдя вместе с Остином через череду бумов и падений. Местный магнат Джордж Литтлфилд, связанный также с другими памятниками архитектуры в Остине, приобрел отель в 1895 году за 106 000 долларов и пообещал, что гостиница никогда не будет вновь закрыта. Потратив 60 000 долларов на обновления отеля, в том числе потолочные фрески и 28 новых туалетных комнат, Литтлфилд продал отель в 1903 году с убытком в 25 000 долларов.
В 1930 году оригинальное здание было дополнено тринадцатиэтажной башней, спроектированной фирмой из Эль-Пасо Trost & Trost. Тогда же отдельной ванной комнатой стали оборудованы все 60 оригинальных номеров отеля.
В 1934 году в обеденной комнате гостиницы впервые встретились будущий президент Линдон Джонсон и Клаудия Тэйлор, позже ставшая его женой. Будущим супругам так полюбился отель, что они останавливались в нём еще десятки раз до конца жизней. Гостиница была штаб-квартирой политика во время его карьеры в конгрессе, в том числе во время выборов в сенат в 1948 году и осталась любимым постоялым местом в Остине во время президентства. Джонсон наблюдал за ходом президентских выборов 1964 года из президентского номера, после победы в которых обратился к поддержавшим его из зала отеля.
Во время обновления 1950 года в номерах появились кондиционеры, а прозрачный купол ротонды был удалён.
В 1969 году Дрискилл находился под угрозой сноса, после того как очередной запланированный ремонт сорвался. Большая часть мебели отеля была продана и статья в Austin American-Statesman утверждала, что «судьба гостиницы предрешена». Буквально в последние часы пред сносом «Дрискилл» удалось спасти, когда некоммерческой организации Driskill Hotel Corporation удалось собрать для этой цели 900 000 долларов. Гостиница заново открылась в 1972 году и с тех пор была успешной.
Ещё один ремонт начался в 1996 году и символически завершился 31 декабря 1999 года грандиозным открытием и празднованием миллениума, хотя отдельные секции гостиницы продолжали ремонтироваться.
Ресторан отеля использовался для съёмок фильма «Мисс Конгениальность», изображая ресторан гостиницы St. Regis на Манхэттене.
8 марта 2013 года Hyatt Hotels Corporation объявила о приобретении отеля. По итогам сделки гостиница сохранила своё оригинальное название. В ноябре 2015 года завершился ремонт, длившийся более 2 лет, на который было потрачено более $8,8 млн.
На сегодняшний день «Дрискилл» остаётся одним из лучших отелей с роскошными номерами для новобрачных, двумя ресторанами и большим бальным залом. Он также известен как один из самых известных отелей с привидениями в США. Утверждается, что в сверхъестественная активность была замечена в разных частях здания и включала, в том числе, появление призрака самого полковника Дрискилла.

## Галерея

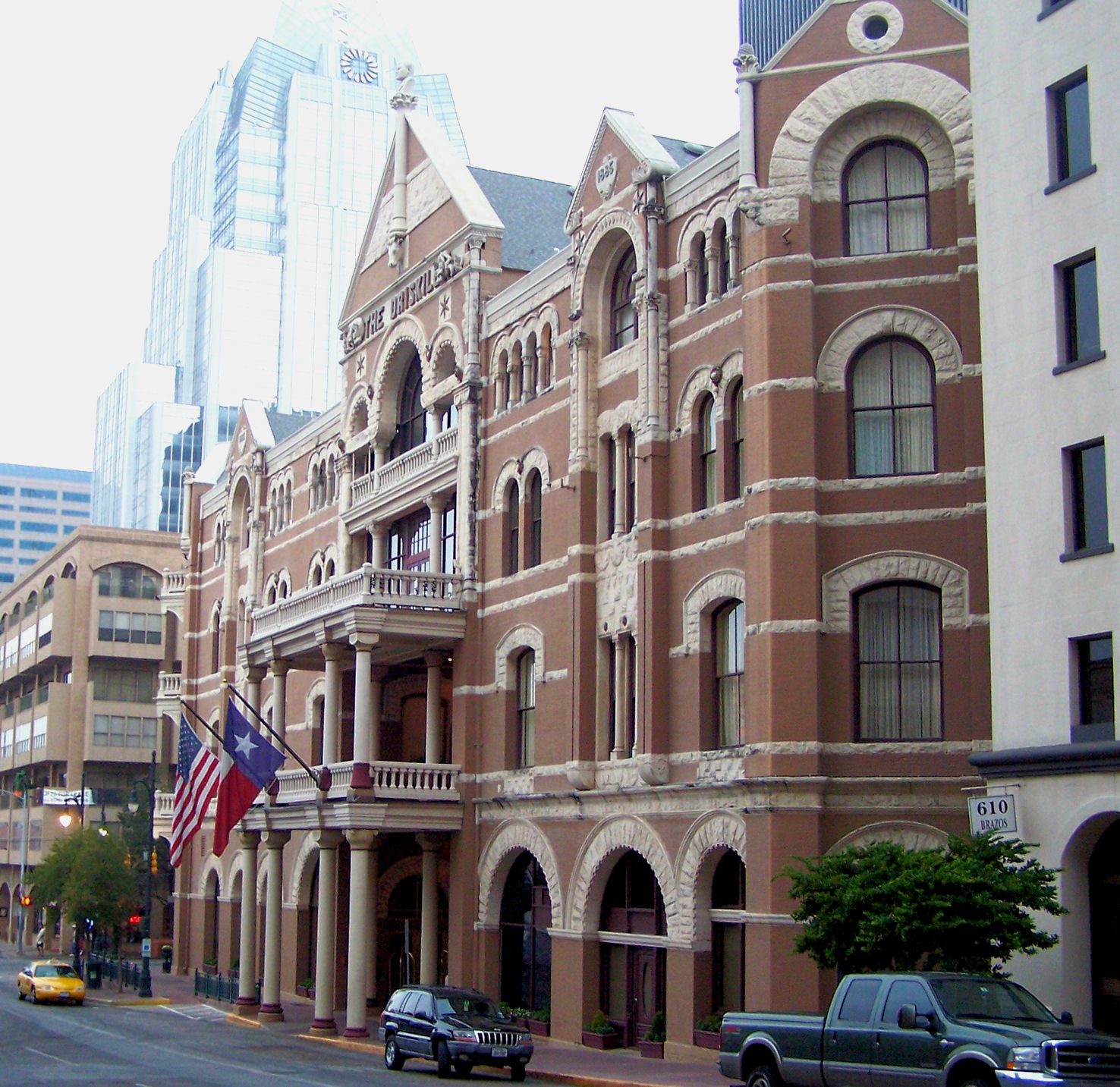
Отель «Дрискилл» в 2006 году
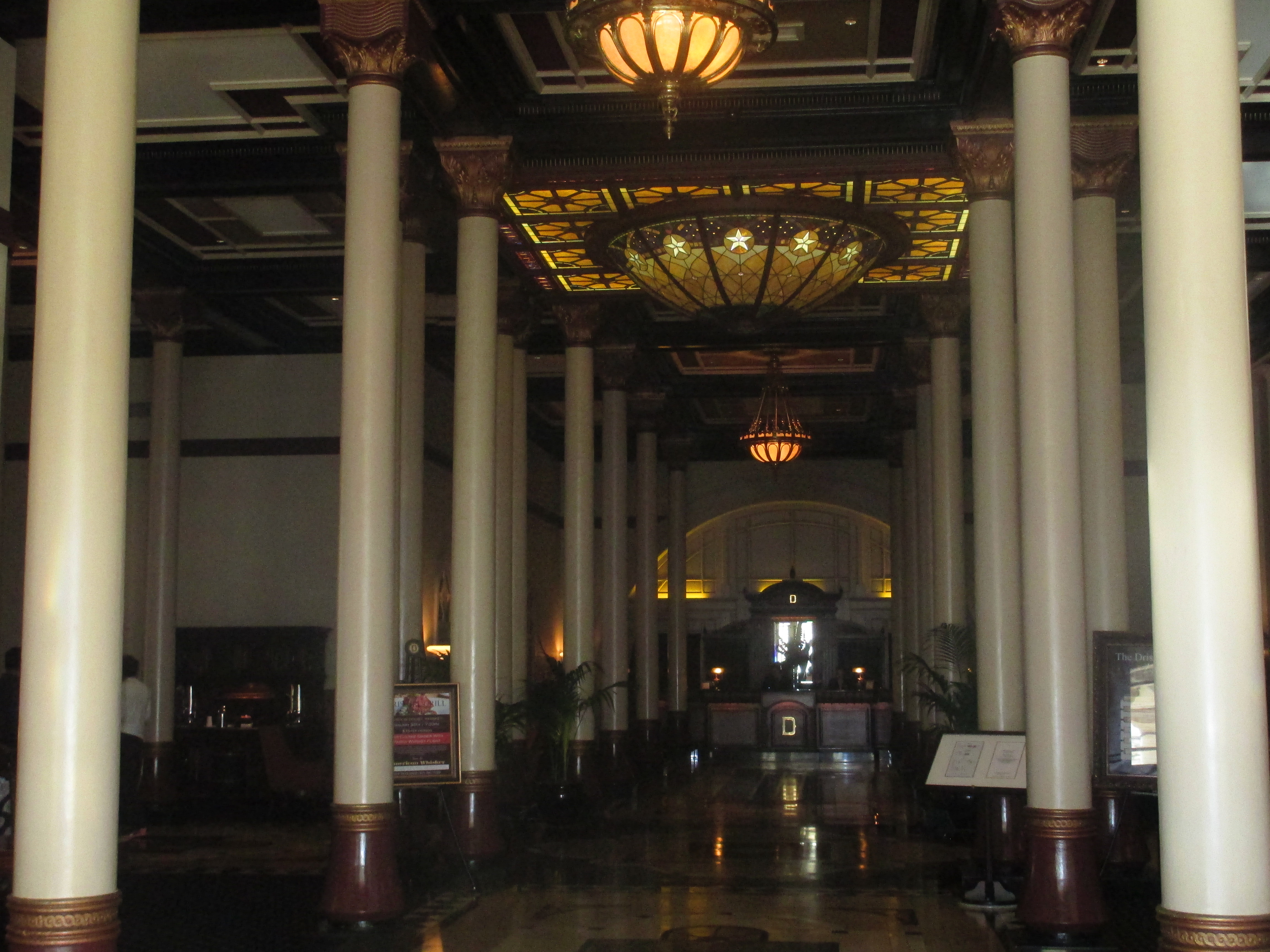
Лобби отеля
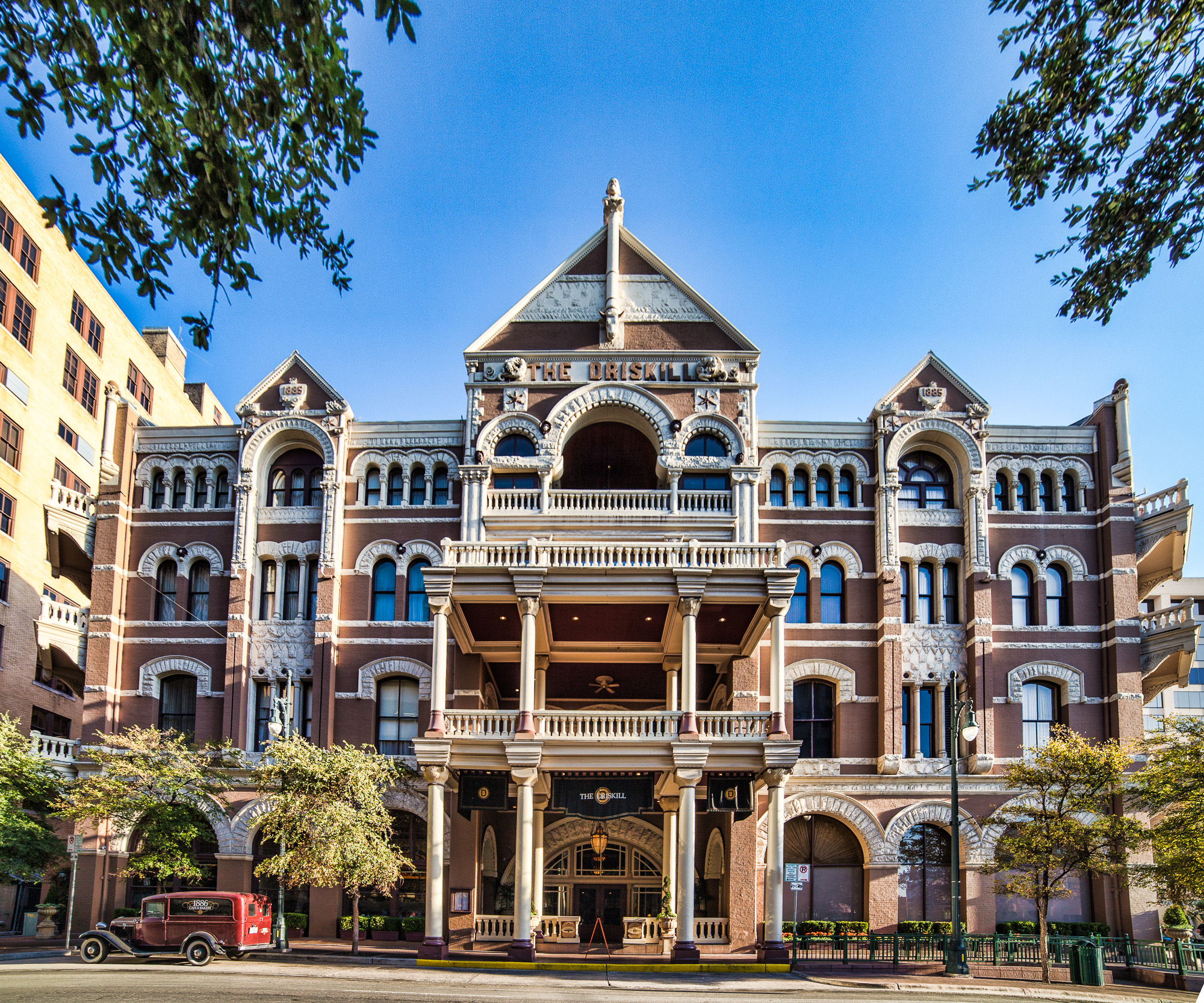
Внешний вид отеля в 2011 году
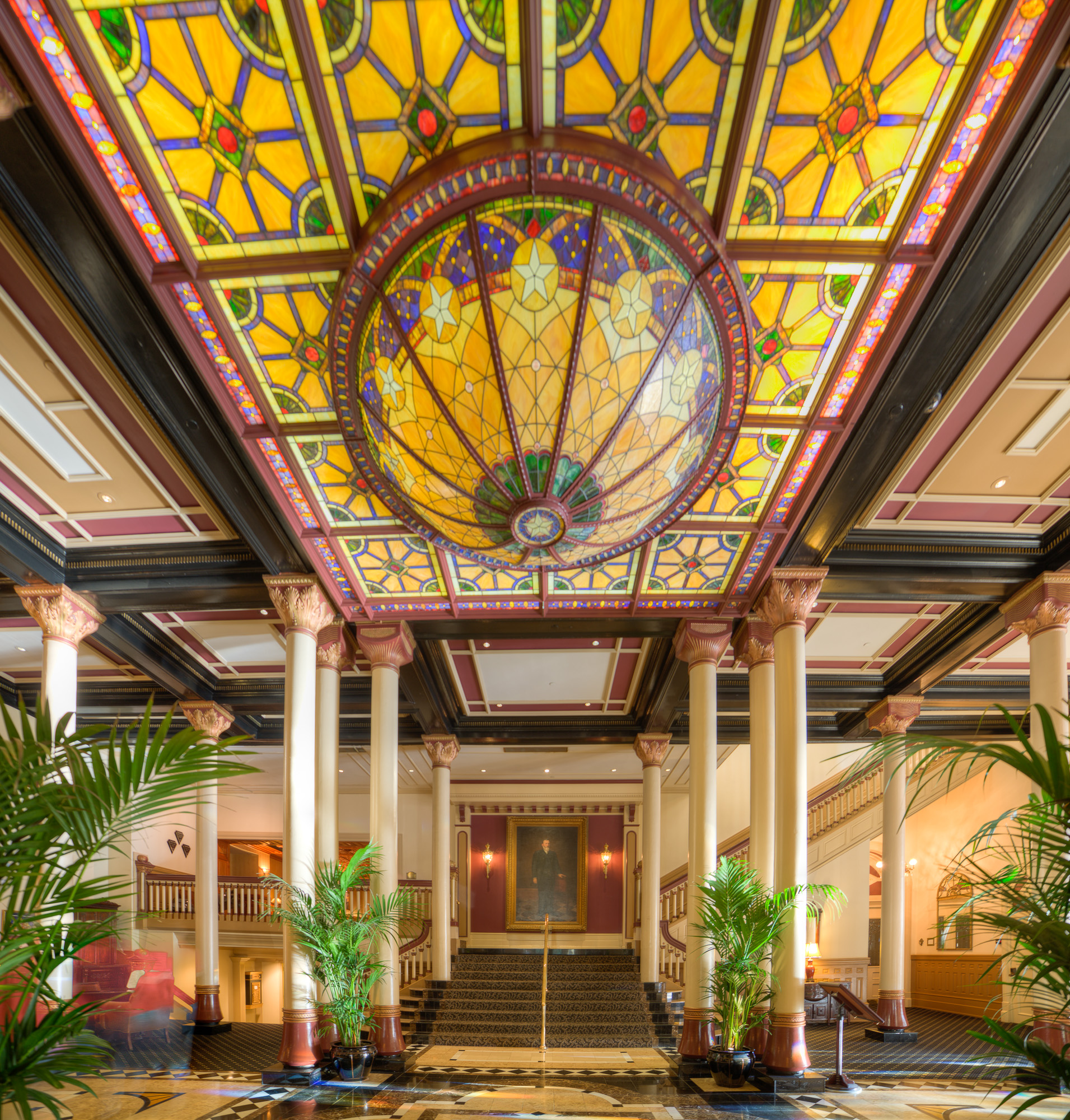
Лобби гостиницы в 2011 году